# Мурашниця перуанська
Мурашниця перуанська (Grallaria andicolus) — вид горобцеподібних птахів родини Grallariidae.

## Поширення
Вид поширений в Перу та на заході Болівії. Його природне середовище проживання — полілеписні ліси та чагарникові ліси на висоті від 3000 до 4300 м над рівнем моря.

## Спосіб життя
Харчується комахами, павуками та дощовими хробаками, яких підбирає з землі або у підстилці.

## Підвиди
- Grallaria andicolus andicolus (Cabanis, 1873)
- Grallaria andicolus punensis Chubb, C, 1918